# Discocerina nana
Discocerina nana är en tvåvingeart som beskrevs av Samuel Wendell Williston  1896. Discocerina nana ingår i släktet Discocerina och familjen vattenflugor. Inga underarter finns listade i Catalogue of Life.